# Макроцистіс
Макроцистіс (Macrocystis) — рід бурих водоростей родини ламінарієві (Laminariaceae). Талом завдовжки до 60 м (вага до 150 кг), прикріплюється до ґрунту ризоїдами, з кількома гнучкими гілками, що мають листоподібні пластини з поодинокими повітряними бульбашками в основі, завдяки яким частина талому плаває на поверхні води. Відомо чотири види, що поширені в морях помірних поясів Південної і Північної півкуль. Утворюють великі зарості, що мають важливе значення в екології пов'язаних із ними організмів. Macrocystis pyrifera вирощують на морських фермах (у Каліфорнії) як харчовий продукт, на добриво і як енергетичну сировину (для отримання газу та інших видів пального). Макроцистіс використовують також для отримання солей альгінової кислоти.

## Зовнішний вигляд
Зарості макроцисту мають форму стебла, що спочатку піднімається вгору, а потім біля самої поверхні води, що повертається і йде горизонтально в напрямку морської течії. Листок довжиною до 45 м. У представників роду Макроцистис тіло кріпиться до грунту ризоідами. Стовбур має кілька довгих гілок, на яких знаходиться велика кількість однорічних листових пластин довжиною 1 м і шириною 20 см з повітряними бульбашками в основі. Сама рослина багаторічна, але її гілки з листоподібними пластинами однорічні. Спорангії утворюються на нижніх пластинах — спорофілах. Цикл життя, чергування гетероморфних гаметофіту і спорофита, подібний до життєвого циклу інших бурих водоростей. Щодо довжини макроцистису існують різні думки. Якщо взяти свіжі джерела, то в огляді англійського ботаніка Г. А. Прескотта вказується: від 60 до 213 метрів.

## Розмноження
Вчені до кінця не з'ясували, яким чином розмножується ця водорість, адже зростає макроцистіс на великій глибині, і як туди потрапляють молоді рослини — не зовсім зрозуміло. Вважається, що спори макроцистіса проростають тільки на мілководді. Молодняк кріпиться до невеликих камінців, які разом із відпливами й течіями потрапляють у відкрите море. Камінь, до якого прикріплений молодий макроцистіс, слугує грузилом, за допомогою якого молодняк опускається на глибину 30-40 метрів. Опинившись у відповідних для розвитку умовах, макроцистіс вкорінюється й починає дуже швидко рости (до 10 см за день).